# Madeleine Férat
Madeleine Férat é um livro em francês escrito por Émile Zola em 1868.